# Rita Grande
Rita Grande (Napoli, 23 marzo 1975) è un'ex tennista e commentatrice televisiva italiana.
In carriera si è aggiudicata tre tornei in singolare e cinque in doppio del circuito maggiore raggiungendo la posizione numero 24 e la posizione numero 26 nei due rispettivi ranking.

## Biografia

### Carriera sportiva
Rita Grande è stata finalista nel Torneo di Wimbledon juniores 1993. Ha rappresentato l'Italia alle Olimpiadi di Atlanta 1996 e alle Olimpiadi di Sydney 2000. Ha partecipato con la nazionale italiana alla Fed Cup (l'equivalente femminile della Coppa Davis) nel 1994, dal 1998 al 2000 e dal 2002 al 2003.
Le sue prime affermazioni le ha avute nel doppio. Nel 1999 ha raggiunto i quarti di finale al Roland Garros in coppia con Els Callens e ha vinto l'Heineken Trophy  di 's-Hertogenbosch con Silvia Farina Elia. Nel 2000 ha vinto gli Internazionali di Sicilia, a  Palermo, sempre in coppia con Silvia Farina Elia e l'Hobart International con Émilie Loit. 
Nel 2001 Rita Grande ha vinto il doppio dell'ASB Classic 2001 di Auckland con Alexandra Fusai. In coppia con la Fusai ha anche partecipato alle WTA Finals di Monaco di Baviera. Nello stesso anno ha ottenuto i primi due successi nel singolare, vincendo ad Hobart e a Bratislava. Si è poi ripetuta nel doppio all'Hobart International 2002 con Tathiana Garbin e nel 2003 ha vinto il suo terzo torneo WTA di singolare della carriera, il Grand Prix SAR La Princesse Lalla Meryem di Casablanca. 
Ha inoltre partecipato consecutivamente a 37 tornei del Grande Slam, raggiungendo gli ottavi di finale in tutti i quattro i tornei: gli Us Open nel 1996; il Roland Garros nel 2001; gli Australian Open nel 2001 e nel 2002 e, infine, Wimbledon nel 2004. Al Roland Garros del 2002 ha raggiunto i quarti di finale nel torneo di doppio in coppia  con Patty Schnyder. Inoltre nel 2004 ha raggiunto le semifinali del doppio misto agli Australian Open in coppia con Martín Rodríguez.
Un infortunio al gomito ha bloccato la sua attività agonistica nel 2005.

### Dopo il ritiro
Oggi Rita Grande svolge l'attività di commentatrice di tennis per le partite trasmesse dalla Rai e dal canale satellitare della FIT, in onda anche sul canale 64 della piattaforma del digitale terrestre SuperTennis o canale 224 della piattaforma Sky. Risiede a Rivoli.
Dal 2006 organizza il circuito giovanile promozionale denominato Trofeo Tennis FIT Kinder+Sport, dedicato a ragazze e ragazzi di età compresa tra i 9 e i 16 anni.

## Statistiche

### Risultati in progressione
| Sigla | Risultato               |
| ----- | ----------------------- |
| V     | Vincitore               |
| F     | Finalista               |
| SF    | Semifinalista           |
| O     | Oro olimpico            |
| A     | Argento olimpico        |
| SF    | Bronzo olimpico         |
| QF    | Quarti di Finale        |
| 4T    | Quarto turno            |
| 3T    | Terzo turno             |
| 2T    | Secondo turno           |
| 1T    | Primo turno             |
| RR    | Round Robin             |
| LQ    | Turno di qualificazione |
| A     | Assente                 |
| ND    | Non disputato           |

| Legenda superfici    |
| -------------------- |
| Cemento              |
| Terra battuta        |
| Erba                 |
| Superficie variabile |

#### Singolare nei tornei del Grande Slam
| Torneo             | 1995  | 1996  | 1997  | 1998  | 1999  | 2000  | 2001  | 2002 | 2003  | 2004  | 2005  | Vittorie/Sconfitte |
| ------------------ | ----- | ----- | ----- | ----- | ----- | ----- | ----- | ---- | ----- | ----- | ----- | ------------------ |
| Australian Open    | A     | 3T    | 2T    | 2T    | 3T    | 1T    | 4T    | 4T   | 2T    | 1T    | A     | 13 - 9             |
| Open di Francia    | A     | 2T    | 1T    | 2T    | 1T    | 2T    | 4T    | 3T   | 3T    | 2T    | A     | 11 - 9             |
| Wimbledon          | A     | 1T    | 1T    | 2T    | 2T    | 2T    | 1T    | 2T   | 2T    | 4T    | A     | 8 - 9              |
| US Open            | 2T    | 4T    | 2T    | 1T    | 2T    | 2T    | 1T    | 1T   | 1T    | 1T    | 1T    | 7 - 11             |
| Vittorie/Sconfitte | 1 - 1 | 6 - 4 | 2 - 4 | 3 - 4 | 4 - 4 | 3 - 4 | 6 - 4 | 6 -4 | 4 - 4 | 4 - 4 | 0 - 1 | 39 - 38            |

#### Doppio nei tornei del Grande Slam
| Torneo             | 1995  | 1996  | 1997  | 1998  | 1999  | 2000  | 2001  | 2002  | 2003  | 2004  | 2005  | Vittorie/Sconfitte |
| ------------------ | ----- | ----- | ----- | ----- | ----- | ----- | ----- | ----- | ----- | ----- | ----- | ------------------ |
| Australian Open    | 2T    | 1T    | 1T    | 1T    | 1T    | 3T    | QF    | 2T    | 1T    | 1T    | A     | 7 - 10             |
| Open di Francia    | 1T    | 2T    | 1T    | 2T    | QF    | 1T    | 2T    | QF    | 3T    | 2T    | A     | 12 - 10            |
| Wimbledon          | 1T    | 2T    | 3T    | 3T    | 1T    | 1T    | 2T    | 1T    | 1T    | 2T    | A     | 7 - 10             |
| US Open            | 1T    | 3T    | 1T    | 1T    | 1T    | 1T    | 1T    | 2T    | 1T    | 3T    | 1T    | 5 - 11             |
| Vittorie/Sconfitte | 1 - 4 | 4 - 4 | 2 - 4 | 3 - 4 | 3 - 4 | 2 - 4 | 5 - 4 | 5 - 4 | 2 - 4 | 4 - 4 | 0 - 1 | 31 - 41            |

#### Doppio misto nei tornei del Grande Slam
| Torneo             | 1995  | 1996  | 1997  | 1998  | 1999  | 2000  | 2001  | 2002  | 2003  | 2004 | 2005  | Vittorie/Sconfitte |
| ------------------ | ----- | ----- | ----- | ----- | ----- | ----- | ----- | ----- | ----- | ---- | ----- | ------------------ |
| Australian Open    | A     | A     | A     | 1T    | A     | A     | A     | QF    | 2T    | SF   | A     | 6 - 4              |
| Open di Francia    | A     | A     | 3T    | A     | 1T    | A     | A     | A     | A     | A    | A     | 2 - 2              |
| Wimbledon          | A     | A     | A     | A     | A     | A     | A     | A     | A     | A    | A     | 0 - 0              |
| US Open            | A     | A     | A     | A     | A     | A     | A     | A     | A     | A    | A     | 0 - 0              |
| Vittorie/Sconfitte | 0 - 0 | 0 - 0 | 2 - 1 | 0 - 1 | 0 - 1 | 0 - 0 | 0 - 0 | 2 - 1 | 1 - 1 | 3 -1 | 0 - 0 | 8 - 6              |

## Vittorie contro giocatrici Top 10
| Stagione | 1997 | Totale |
| Vittorie | 1    | 1      |

| #    | Giocatrice  | Ranking | Evento               | Superficie | Turno | Punteggio | Rank. RGR |
| ---- | ----------- | ------- | -------------------- | ---------- | ----- | --------- | --------- |
| 1997 |             |         |                      |            |       |           |           |
| 1.   | Mary Pierce | 10      | Canada Open, Toronto | Cemento    | 3T    | 6-2, 6-2  | 69        |